# Maniak Zadni
Maniak Zadni – skała na szczycie wzgórza Maniakówka w miejscowości Jaroszowiec, w województwie małopolskim, w powiecie olkuskim, w gminie Klucze. Wchodzi w skład kompleksu wzniesień Stołowa Góra na Wyżynie Olkuskiej będącej częścią Wyżyny Krakowsko-Częstochowskiej. Znajduje się na obszarze ochrony specjalnej Ostoja Natura 2000 Jaroszowiec.
Maniak Zadni wraz z dwoma innymi skałami (Maniakówką i Maniakiem Pośrednim) znajduje się w lesie w szczytowej partii wzgórza. Są to zbudowane z twardych wapieni skalistych ostańce. Maniak Zadni jest najdalej wysunięty na południe. Ma wysokość 10 m, ściany połogie, pionowe lub przewieszone. Uprawiana jest na nim wspinaczka skalna. Jest 6 dróg wspinaczkowych o trudności od IV do VI.2+ w skali krakowskiej. Drogi od 2 do 5 mają stałe punkty asekuracyjne: 2–3 ringi (r) i stanowisko zjazdowe (st).
1. Komin maniakalny; IV,
2. Szkieletów ludy; VI.2, 2r +st,
3. Czterdzieści i cztery; VI.2+, 3r + st,
4. Nam strzelać nie kazano; VI.2, 2r + st,
5. Raz, dwa, trzy; VI.1+, 2r,
6. Veltverbesserungswahn; V[3].

W Maniaku Zadnim znajduje się niewielka jaskinia Ostra Bramka z Dziurką obok.

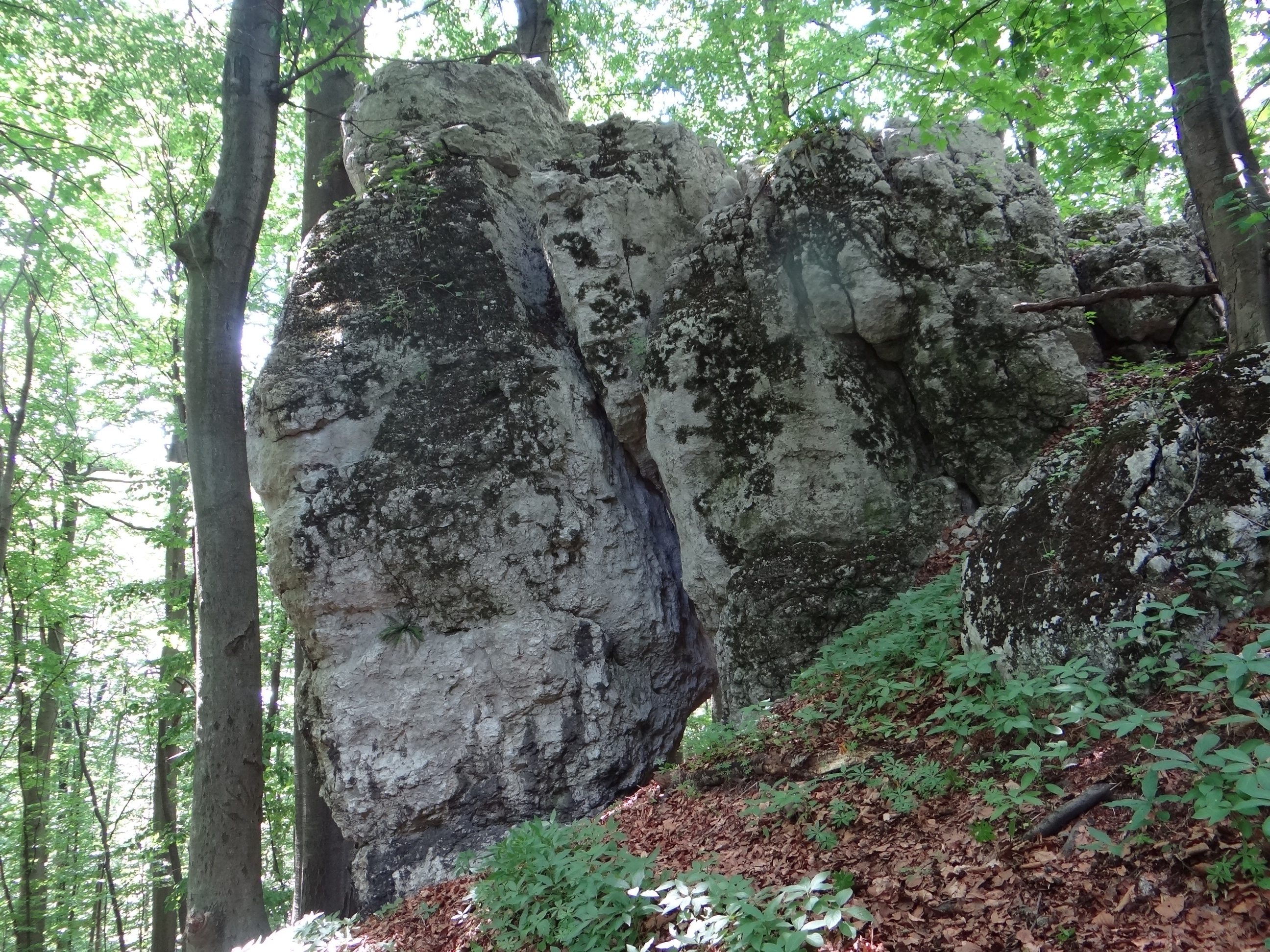
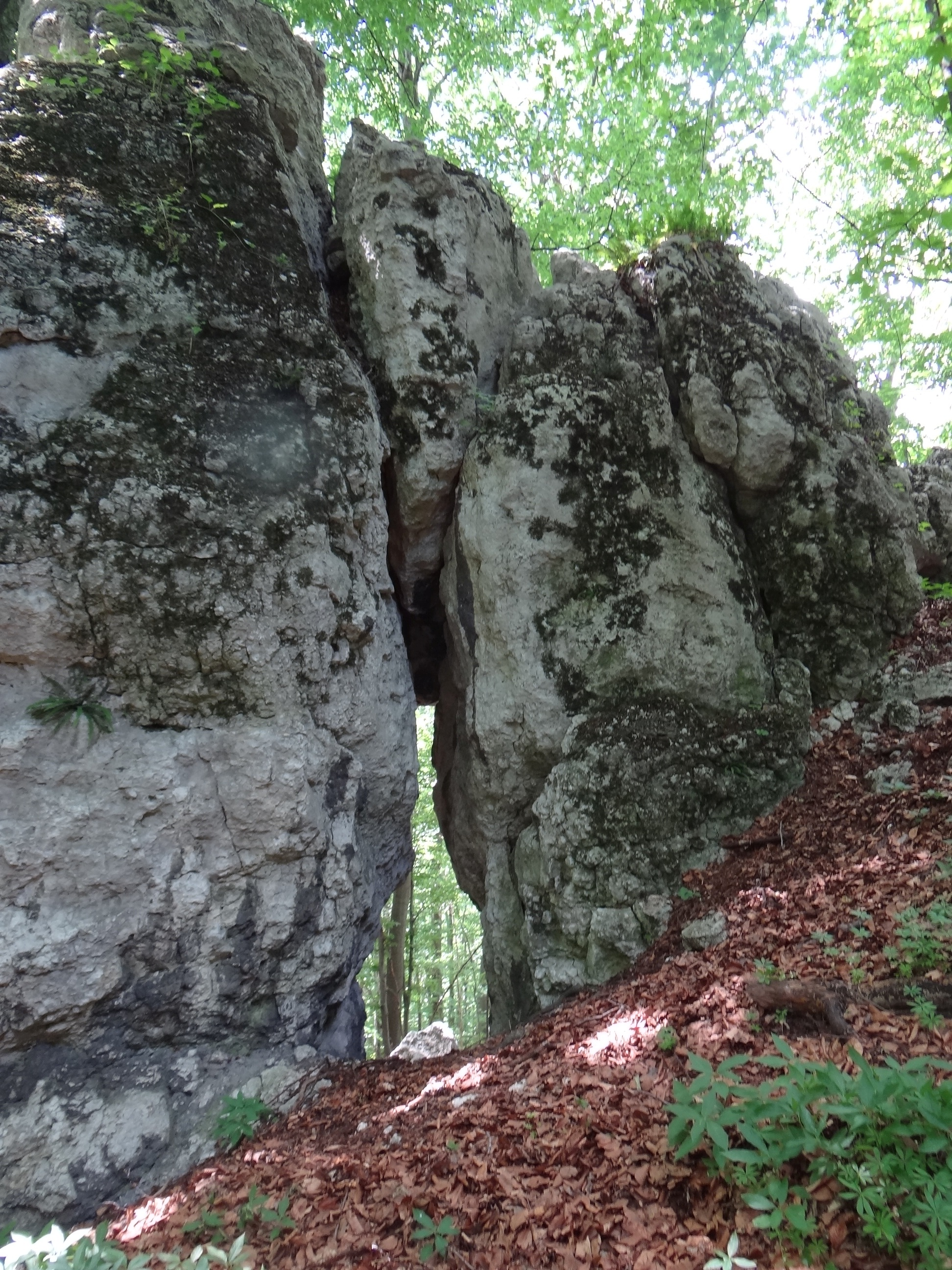
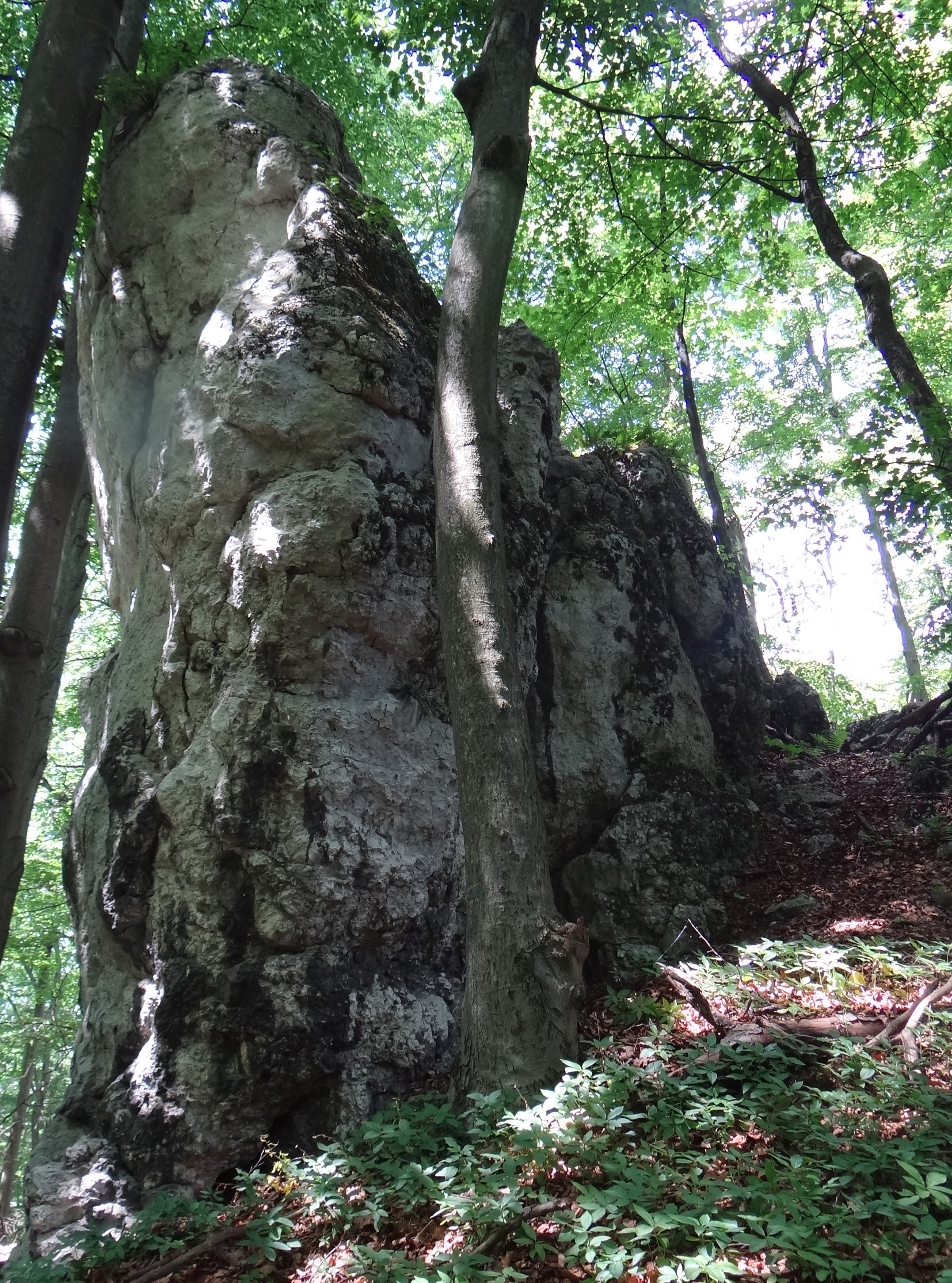
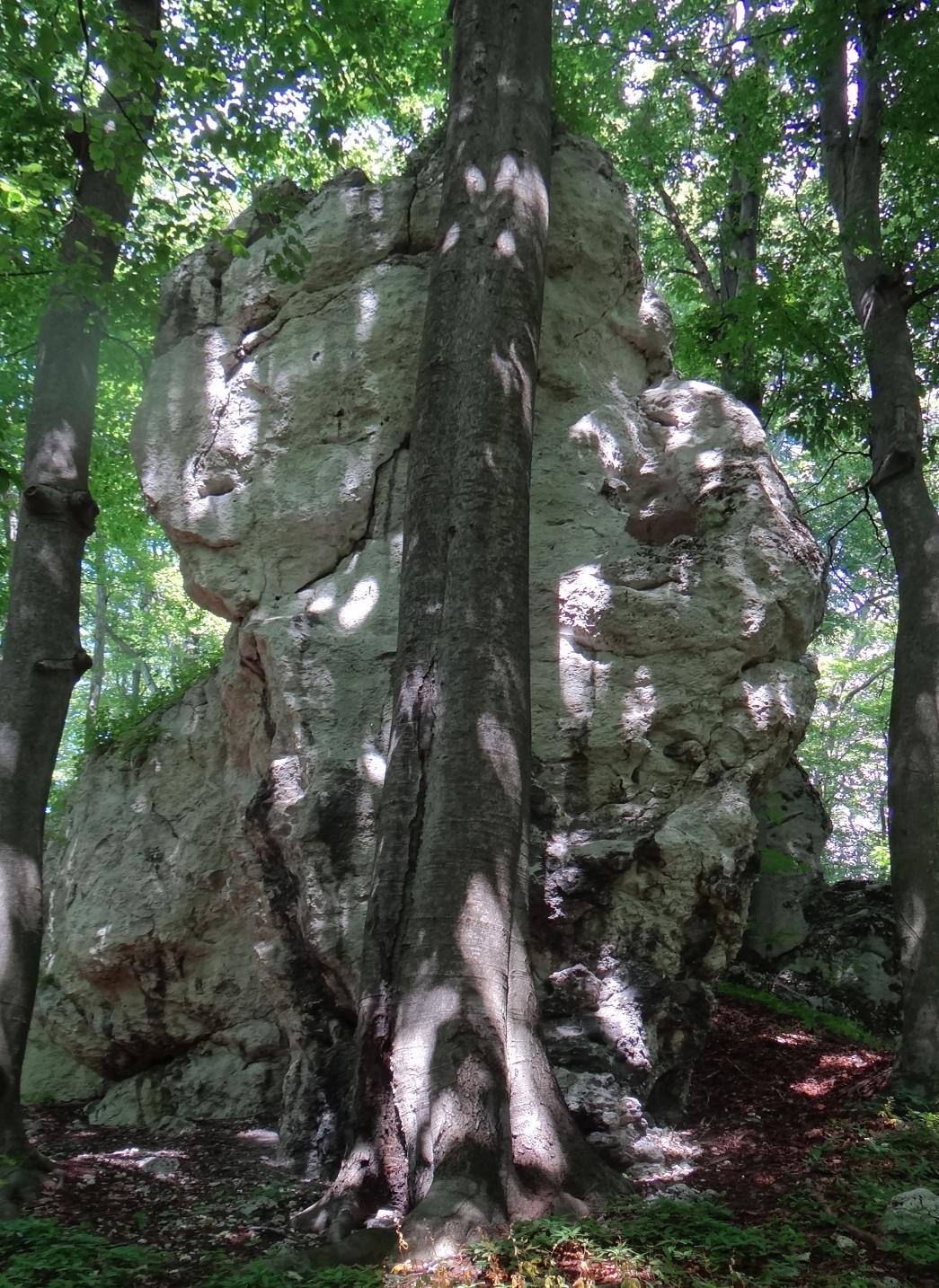
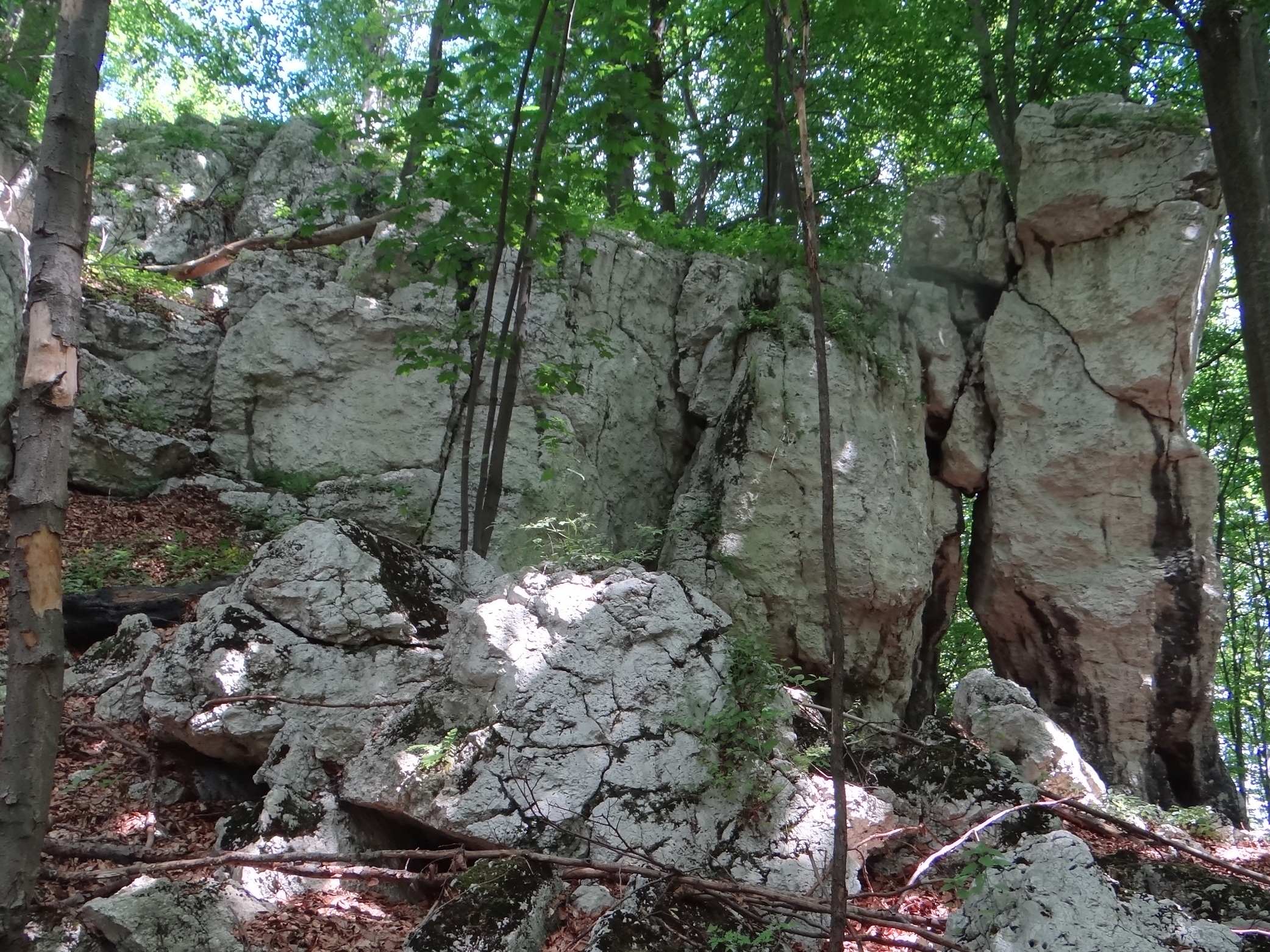